# المجمع المغلق 1523
المجمع المغلق 1523 هو المجمع الموكول بانتخاب بابا الكنيسة الكاثوليكية الجديد بعد استقالة البابا. انعقد مجمع الكرادلة لانتخاب البابا الجديد بدءًا من
1 أكتوبر 1523 وانتهى في 10 نوفمبر 1523. عُقدَ المجمع في الفاتيكان في 1523.